# Michel Daerden
Michel Daerden (16 de noviembre de 1949 - 5 de agosto de 2012) fue un político francófono belga, miembro del Partido Socialista, y un auditor de Hacienda.
Daerden nació en Baudour, Bélgica. Con una reputación como un "bon vivant", su afición innegable para tomar una copa (especialmente Pomerol) le llevó a ser amorosamente apodado "el Gainsbourg de la política belga" a sí mismo por una entrevista de televisión famosa y por una muy respetada revista de noticias  semanal en Bélgica, Le Vif/L'Express.
Michel Daerden fue objeto de una atención especial después de las elecciones municipales belgas de 2006. Extractos de la entrevista postelectoral en RTBF y de la televisión local de RTC-TV Liège, donde aparece ebrio, fueron ampliamente difundidas en YouTube. Una semana más tarde, se le preguntó sobre el programa de televisión Mise au Point si no había tenido demasiado a beber en ese momento. Su respuesta fue chistosa: Pas plus que d'habitude ("No más de lo normal").
Falleció el 5 de agosto en Fréjus, Francia, a la edad de 62 años, tras sufrir una doble afección cardiaca.